# Thiago Santos Barbosa
Thiago Santos Barbosa (* 10. Dezember 1982 in Itaboraí) ist ein brasilianischer Beachvolleyballspieler.

## Karriere
Thiago startete seit 2006 mit verschiedenen Partnern auf der FIVB World Tour, konnte sich aber zunächst nicht auf vorderen Rängen platzieren. Auch an der Seite von Jan Ferreira gab es 2008 und 2009 kaum Erfolge. Auf der FIVB World Tour 2010 startete Thiago mit Pedro Cunha. Bei der ersten Veranstaltung des Jahres in Brasilia erreichten Cunha/Thiago den vierten Platz, dies war zugleich ihr bestes Ergebnis der Saison. In Rom, Stavanger sowie in Gstaad wurden sie Fünfte und in Prag belegten sie den siebten Rang. Hinzu kamen neunte Plätze in Mysłowice und Klagenfurt, außerdem wurden die beiden Brasilianer Dreizehnte in Schanghai und Fünfundzwanzigste in Stare Jabłonki. Auf der FIVB World Tour 2011 spielte Thiago an der Seite von Harley Marques. In der Hauptstadt seines Heimatlandes belegten die beiden Brasilianer den 25. Platz. Beim nächsten Event in Schanghai erreichten sie den 13. Rang. Bei den Weltmeisterschaften in Rom wurden die beiden Südamerikaner Siebzehnte, bei den folgenden beiden Turnieren scheiterten sie bereits in der Country Quota an Harleys Partner des Vorjahres, der mit Ferramenta antrat. Einstellige Endplatzierungen konnten Harley Marques und Thiago in Moskau als Fünfte und bei den Québec Open als Siebte erringen. 2012 bildete Thiago mit Rhooney Ferramenta ein neues Duo und hatte mit Platz fünf in Gstaad das beste Ergebnis auf der FIVB World Tour. Hinzu kam an der Seite von Bruno ein weiterer fünfter Platz in Stare Jabłonki. Seit 2013 beschränkt sich Thiago fast ausschließlich auf Turniere in Südamerika. Beste Ergebnisse in Übersee waren fünfte Plätze auf der FIVB World Tour 2013 in Anapa und Durban zusammen mit Oscar Brandão und ein zweiter Platz beim 3-Sterne-Turnier 2018 in Haiyang mit George Wanderley. Bei den Panamerikanischen Spielen 2019 in Lima belegten Thiago/Oscar Platz sieben.